# Bet-at-home Cup Kitzbühel 2012 - Qualificazioni singolare
Le qualificazioni del singolare del Bet-at-home Cup Kitzbühel 2012 sono state un torneo di tennis preliminare per accedere alla fase finale della manifestazione. I vincitori dell'ultimo turno sono entrati di diritto nel tabellone principale. In caso di ritiro di uno o più giocatori aventi diritto a questi sono subentrati i lucky loser, ossia i giocatori che hanno perso nell'ultimo turno ma che avevano una classifica più alta rispetto agli altri partecipanti che avevano comunque perso nel turno finale.

## Teste di serie
Le prime 6 teste di serie hanno ricevuto un bye per il 2º turno.
1. Antonio Veić (qualificato)
2. Thiago Alves (secondo turno)
3. Dustin Brown (ultimo turno)
4. Javier Martí (secondo turno)

1. Pavol Červenák (qualificato)
2. Marius Copil (ultimo turno)
3. Philipp Oswald (qualificato)
4. Attila Balázs (qualificato)

## Qualificati
1. Antonio Veić
2. Philipp Oswald

1. Attila Balázs
2. Pavol Červenák

## Tabellone

### Legenda
| - Q = Qualificato - WC = Wild card - LL = Lucky loser | - ALT = Alternate - SE = Special Exempt - PR = Protected Ranking | - w/o = Walkover - r = Ritirato - d = Squalificato |

### Sezione 1
|  | Primo turno       | Primo turno       | Primo turno       | Primo turno  | Primo turno  |  |  | Secondo turno | Secondo turno     | Secondo turno | Secondo turno | Secondo turno |   |    | Ultimo turno | Ultimo turno | Ultimo turno | Ultimo turno | Ultimo turno |  |
|  |                   |                   |                   |              |              |  |  |               |                   |               |               |               |   |    |              |              |              |              |              |  |
|  |                   |                   |                   |              |              |  |  |               |                   |               |               |               |   |    |              |              |              |              |              |  |
|  |                   |                   |                   |              |              |  |  | 1             | Antonio Veić      | 1             | 6             | 6             |   |    |              |              |              |              |              |  |
|  | Mate Pavić        | Mate Pavić        | Mate Pavić        | 4            | 3            |  |  |               | Christian Lindell | 6             | 4             | 0             |   |    |              |              |              |              |              |  |
|  | Christian Lindell | Christian Lindell | Christian Lindell | 6            | 6            |  |  |               |                   |               |               |               |   |    | 1            | Antonio Veić | Antonio Veić | 7            | 7            |  |
|  | Bastian Trinker   | Bastian Trinker   | Bastian Trinker   | 5            | 2            |  |  |               |                   | 6             | Marius Copil  | Marius Copil  | 5 | 64 |              |              |              |              |              |  |
|  | Riccardo Bellotti | Riccardo Bellotti | Riccardo Bellotti | 7            | 6            |  |  |               | Riccardo Bellotti | 7             | 6             | 5             |   |    |              |              |              |              |              |  |
|  |                   | bye               | bye               | bye          | bye          |  |  | 6             | Marius Copil      | 6             | 7             | 7             |   |    |              |              |              |              |              |  |
|  | 6                 | Marius Copil      | Marius Copil      | Marius Copil | Marius Copil |  |  |               |                   |               |               |               |   |    |              |              |              |              |              |  |

### Sezione 2
|  | Primo turno    | Primo turno          | Primo turno          | Primo turno | Primo turno |  |  | Secondo turno | Secondo turno  | Secondo turno  | Secondo turno  | Secondo turno  |   |   | Ultimo turno | Ultimo turno | Ultimo turno | Ultimo turno | Ultimo turno |  |
|  |                |                      |                      |             |             |  |  |               |                |                |                |                |   |   |              |              |              |              |              |  |
|  |                |                      |                      |             |             |  |  |               |                |                |                |                |   |   |              |              |              |              |              |  |
|  |                |                      |                      |             |             |  |  | 2             | Thiago Alves   | Thiago Alves   | 6              | 2              |   |   |              |              |              |              |              |  |
|  |                | Frank Moser          | Frank Moser          | 6           | 6           |  |  |               | Frank Moser    | Frank Moser    | 7              | 6              |   |   |              |              |              |              |              |  |
|  | WC             | Jack Anton           | Jack Anton           | 1           | 2           |  |  |               |                |                |                |                |   |   |              | Frank Moser  | Frank Moser  | 6            | 4            |  |
|  | Tomislav Brkić | Tomislav Brkić       | 3                    | 7           | 7           |  |  |               |                | 7              | Philipp Oswald | Philipp Oswald | 7 | 6 |              |              |              |              |              |  |
|  | Ivo Klec       | Ivo Klec             | 6                    | 63          | 65          |  |  |               | Tomislav Brkić | Tomislav Brkić | 3              | 2              |   |   |              |              |              |              |              |  |
|  |                | Maximilian Neuchrist | Maximilian Neuchrist | 3           | 62          |  |  | 7             | Philipp Oswald | Philipp Oswald | 6              | 6              |   |   |              |              |              |              |              |  |
|  | 7              | Philipp Oswald       | Philipp Oswald       | 6           | 7           |  |  |               |                |                |                |                |   |   |              |              |              |              |              |  |

### Sezione 3
|  | Primo turno   | Primo turno   | Primo turno   | Primo turno | Primo turno |  |  | Secondo turno | Secondo turno | Secondo turno | Secondo turno | Secondo turno |   |   | Ultimo turno | Ultimo turno | Ultimo turno | Ultimo turno | Ultimo turno |  |
|  |               |               |               |             |             |  |  |               |               |               |               |               |   |   |              |              |              |              |              |  |
|  |               |               |               |             |             |  |  |               |               |               |               |               |   |   |              |              |              |              |              |  |
|  |               |               |               |             |             |  |  | 3             | Dustin Brown  | Dustin Brown  | 6             | 6             |   |   |              |              |              |              |              |  |
|  | Gibril Diarra | Gibril Diarra | 7             | 3           | 4           |  |  |               | Marc Rath     | Marc Rath     | 2             | 4             |   |   |              |              |              |              |              |  |
|  | Marc Rath     | Marc Rath     | 6(1)          | 6           | 6           |  |  |               |               |               |               |               |   |   | 3            | Dustin Brown | 1            | 7            | 4            |  |
|  | Michail Elgin | Michail Elgin | Michail Elgin | 6           | 6           |  |  |               |               | 8             | Attila Balázs | 6             | 5 | 6 |              |              |              |              |              |  |
|  | Jan Subota    | Jan Subota    | Jan Subota    | 0           | 2           |  |  |               | Michail Elgin | Michail Elgin | 3             | 5             |   |   |              |              |              |              |              |  |
|  |               | Josko Topic   | Josko Topic   | 0           | 1           |  |  | 8             | Attila Balázs | Attila Balázs | 6             | 7             |   |   |              |              |              |              |              |  |
|  | 8             | Attila Balázs | Attila Balázs | 6           | 6           |  |  |               |               |               |               |               |   |   |              |              |              |              |              |  |

### Sezione 4
|  | Primo turno       | Primo turno       | Primo turno | Primo turno | Primo turno |  |  | Secondo turno | Secondo turno  | Secondo turno  | Secondo turno  | Secondo turno |   |   | Ultimo turno | Ultimo turno  | Ultimo turno | Ultimo turno | Ultimo turno |  |
|  |                   |                   |             |             |             |  |  |               |                |                |                |               |   |   |              |               |              |              |              |  |
|  |                   |                   |             |             |             |  |  |               |                |                |                |               |   |   |              |               |              |              |              |  |
|  |                   |                   |             |             |             |  |  | 4             | Javier Martí   | Javier Martí   | 3              | 4             |   |   |              |               |              |              |              |  |
|  | Maxim Dubarenco   | Maxim Dubarenco   | 6           | 3           | 2           |  |  |               | Victor Crivoi  | Victor Crivoi  | 6              | 6             |   |   |              |               |              |              |              |  |
|  | Victor Crivoi     | Victor Crivoi     | 4           | 6           | 6           |  |  |               |                |                |                |               |   |   |              | Victor Crivoi | 7            | 3            | 3            |  |
|  | Mateusz Kowalczyk | Mateusz Kowalczyk | 7           | 6(1)        | 1           |  |  |               |                | 5              | Pavol Červenák | 5             | 6 | 6 |              |               |              |              |              |  |
|  | Dennis Novak      | Dennis Novak      | 5           | 7           | 6           |  |  |               | Dennis Novak   | Dennis Novak   | 2              | 3             |   |   |              |               |              |              |              |  |
|  |                   |                   |             |             |             |  |  | 5             | Pavol Červenák | Pavol Červenák | 6              | 6             |   |   |              |               |              |              |              |  |
|  |                   |                   |             |             |             |  |  |               |                |                |                |               |   |   |              |               |              |              |              |  |